# جوان كيرنير
جوان كيرنير (بالإنجليزية: Joan Kirner)‏ (و. 1938 – 2015 م)هي سياسية من أستراليا . تولت منصب عضو الجمعية التشريعية فيكتوريا (1 أكتوبر 1988–27 مايو 1994)، وعضو المجلس التشريعي الفيكتوري (3 أبريل 1982–30 سبتمبر 1988) .
وهي عضوة في حزب العمال الأسترالي .
توفيت في ملبورن .

## التعليم
تعلمت في جامعة ملبورن.